# RMS Oceanic I
RMS Oceanic a fost primul vapor de linie construit de firma maritimă White Star Line, în anul 1870.

## Istoric
RMS Oceanic a fost construit de către firma de construcții Harland and Wolff din Belfast, Irlanda, fiind lansat la apă pe data de 27 august 1870; după ce a făcut turul său inaugural, pe 26 februarie 1871, RMS Oceanic a ajuns la Liverpool.
Fiind un amalgam de navă cu pânze și motor acționat de puterea aburului, RMS Oceanic avea 12 boilere. 